# Los Alerces Nemzeti Park
A Los Alerces Nemzeti Park Argentína egyik természetvédelmi területe. Nevét különlegességéről, az alercefáról (Fitzroya cupressoides) kapta, mert itt nő ennek legnagyobb, több mint 7000 hektáron elterülő, erdősége. Több példány 2600 évnél is idősebb. A területet 1937-ben már védetté tették, majd 1945-ben nemzeti parkká nyilvánították. 2017-ben a park 188 379 hektáros részét az UNESCO felvette a Világörökségek listájára.

## Földrajzi helyzete
A 259 570 hektáros nemzeti park Argentína déli részén, Patagóniában, Chubut tartomány északnyugati felén, Futaleufú megye területén fekszik, az Andok keleti oldalán. Felszíne változatos, a hegyvidék völgyeiben több kisebb-nagyobb tó található, például a Futalaufquen-tó, a Verde-tó, a Krugger-tó, a Laguna Larga és a Laguna Escondida. Kedvelt turisztikai célpontok még a park területén a Villa Futalaufquentől két kilométerre feltárt ősi sziklarajzok, az Irigoyen-vízesés, a Cinco Saltos nevű vízesésegyüttes, a Hacha-patak vízesése és a Cerro Dedal nevű csúcs.
Igazgatási központja Villa Futalaufquenben található, ide Esquel városából az RN259-es és az RP71-es úton lehet eljutni. A park déli része szintén Esquelből közelíthető meg a 259-es úton Trevelinig haladva, majd onnan a futaleufúi vízerőmű felé vezető útra rátérve. Az északi bejárat El Bolsónból az RN40-es és az RP71-es úton közelíthető meg.

## Élővilága

### Növényzete
Bár a felszín, a talaj és a mikroklíma változatos, a növénytakaró mégis viszonylag egyöntetű. Az 1500–1600 méteres magasságig növényzettel borított terület fő fafajai a Nothofagus pumilio és a Nothofagus dombeyi nevű bükkfavirágú, az alercefa (patagónciprus, Fitzroya cupressoides) nevű ciprusféle, a Chusquea culeou nevű bambusz, a Luma apiculata nevű mirtuszvirágú, a Maytenus boaria nevű kecskerágóféle, a folyóvölgyekben a Nothofagus antarctica nevű bükkfavirágú, a középső–keleti részeken pedig a Austrocedrus chilensis nevű ciprusféle. Az igen idős példányokból álló Fitzroya cupressoides-erdőben előforduló többi jellemző növényfaj a Podocarpus nubigenus és a Saxegothaea conspicua nevű kőtiszafaféle, a Drimys winteri nevű Canellales-faj, a Weinmannia trichosperma nevű madársóska-virágú, az aljnövényzetben pedig a Darwin-borbolya, a Pseudopanax laetevirens nevű aráliaféle és a Amomyrtus luma nevű mirtuszféle. A vegyes erdőkben, például tűzvészek után vagy felhagyott legelőkön megjelenő fajok a Maytenus boaria, a Lomatia obliqua és a Embothrium coccineum nevű próteaféle, a Nothofagus antarctica, a Nothofagus dombeyi, a Fabiana imbricata nevű burgonyaféle, a Schinus patagonicus nevű szömörceféle, a Diostea juncea nevű ajakosvirágú és a borbolyák. A matorralokban gyakori a Rosa moschata nevű rózsaféle.

### Állatvilága
A parkban területén 11 őshonos, védett emlős él. Közülük veszélyeztetett a kodkod, a déli törpeszarvas és a chilei villásszarvas, valamint a déli vidra, amely az újabb kutatások szerint már el is tűnt a területről. Reprezentatív faj a mocsári hód. Él itt három nem őshonos emlős (amerikai nyérc, vaddisznó, mezei nyúl) is. A megfigyelt 112 madárfajból öt fészkel a területen. Különösen értékes a vándorsólyom, az araukana galamb, az andoki kondor és a zuhatagi réce. Az Arrayanes folyó térségében előfordulnak piszecsőrű ludak és jégmadárfélék is, bizonyos erdőkben pedig a Magellán-harkály és a vörösbegyű tapakúló. Az endémikus békafaj,  a Batrachyla fitzroya csak a Menéndez-tóban él, emellett megtalálható még a parkban a Batrachyla antartandica, a Batrachyla taeniata és a Hylorina sylvatica béka is. A tavak halfaunája nem őshonos; többnyire a horgászok számára betelepített fajokból áll (szivárványos pisztráng, sebes pisztráng, pataki pisztráng, lazac).

## Képek

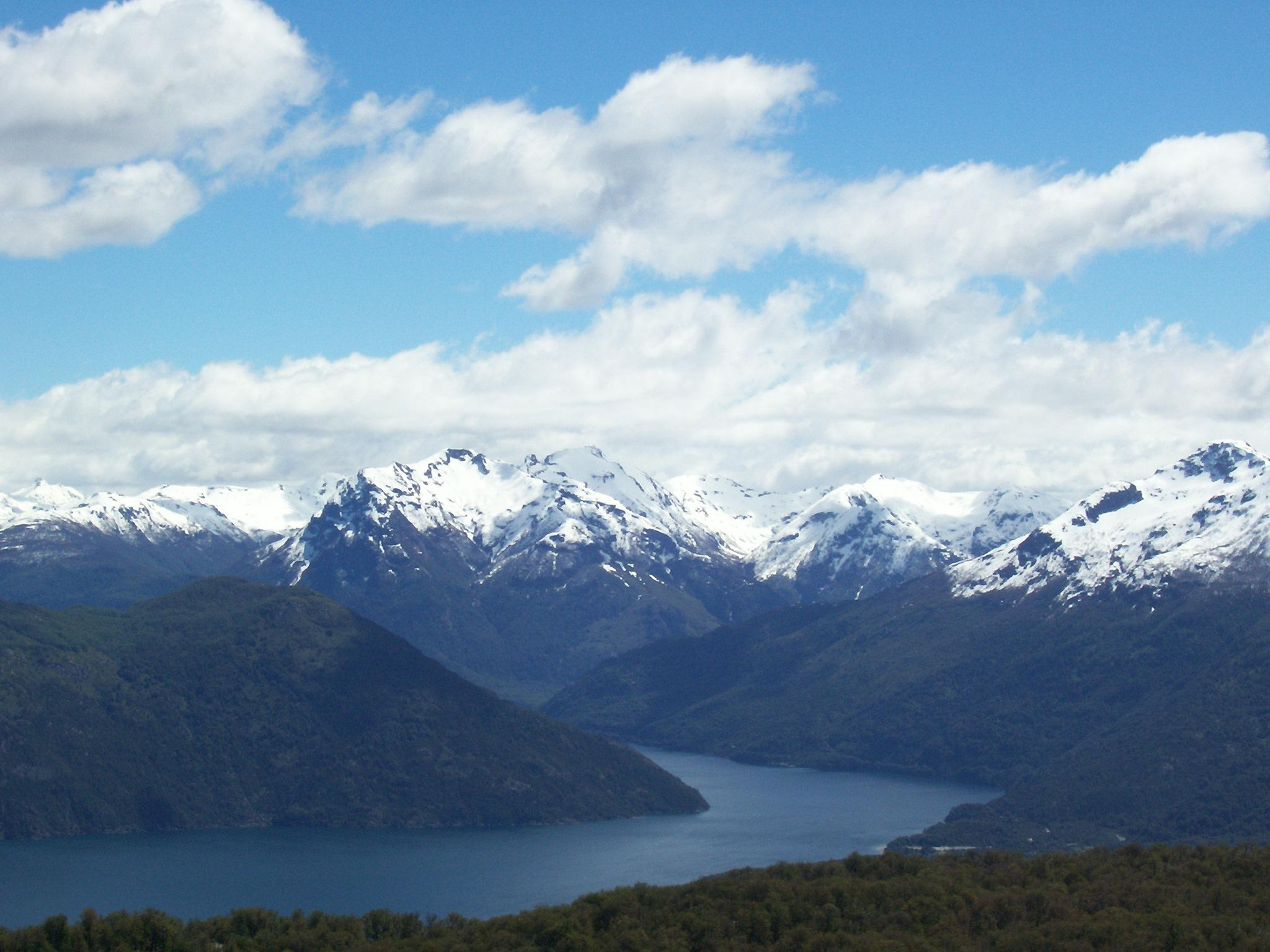
A Futalaufquen-tó
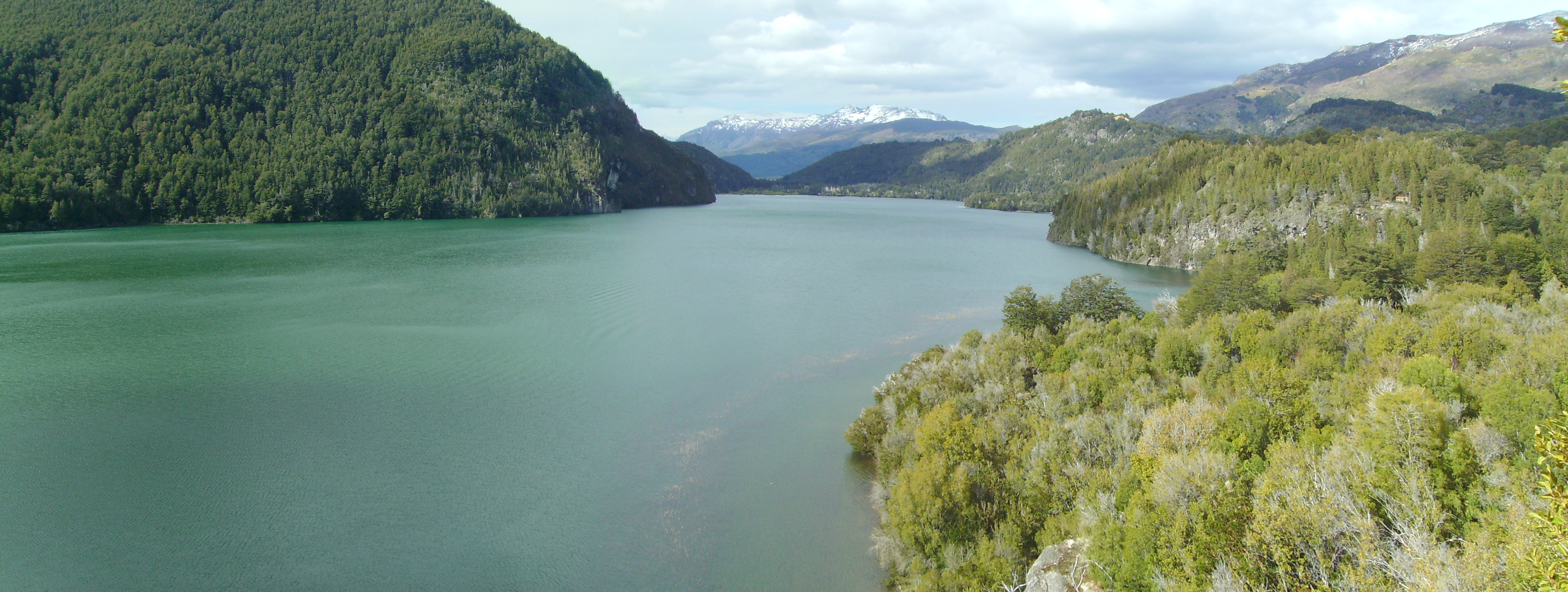
A Verde-tó
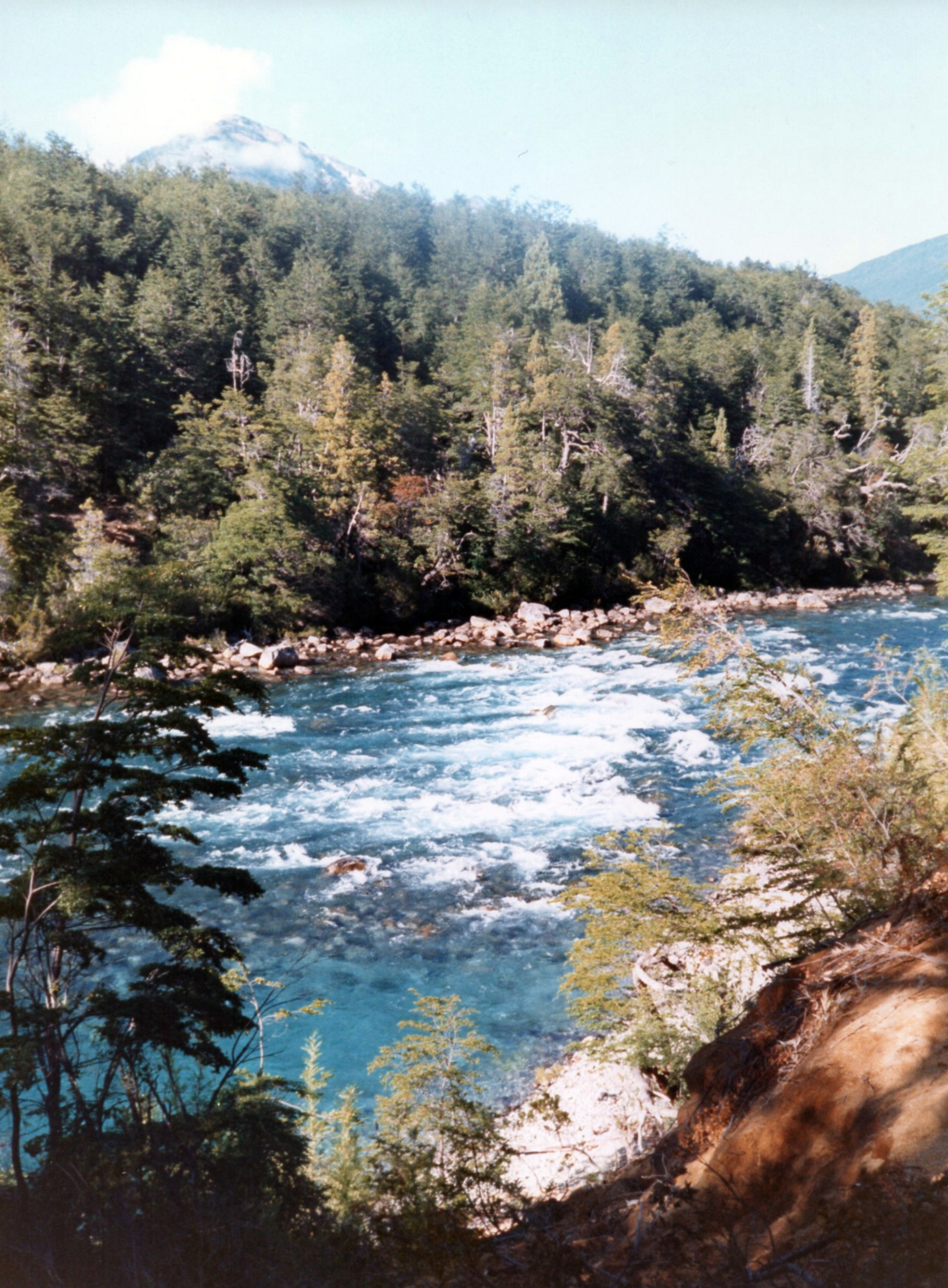
A Menéndez-folyó
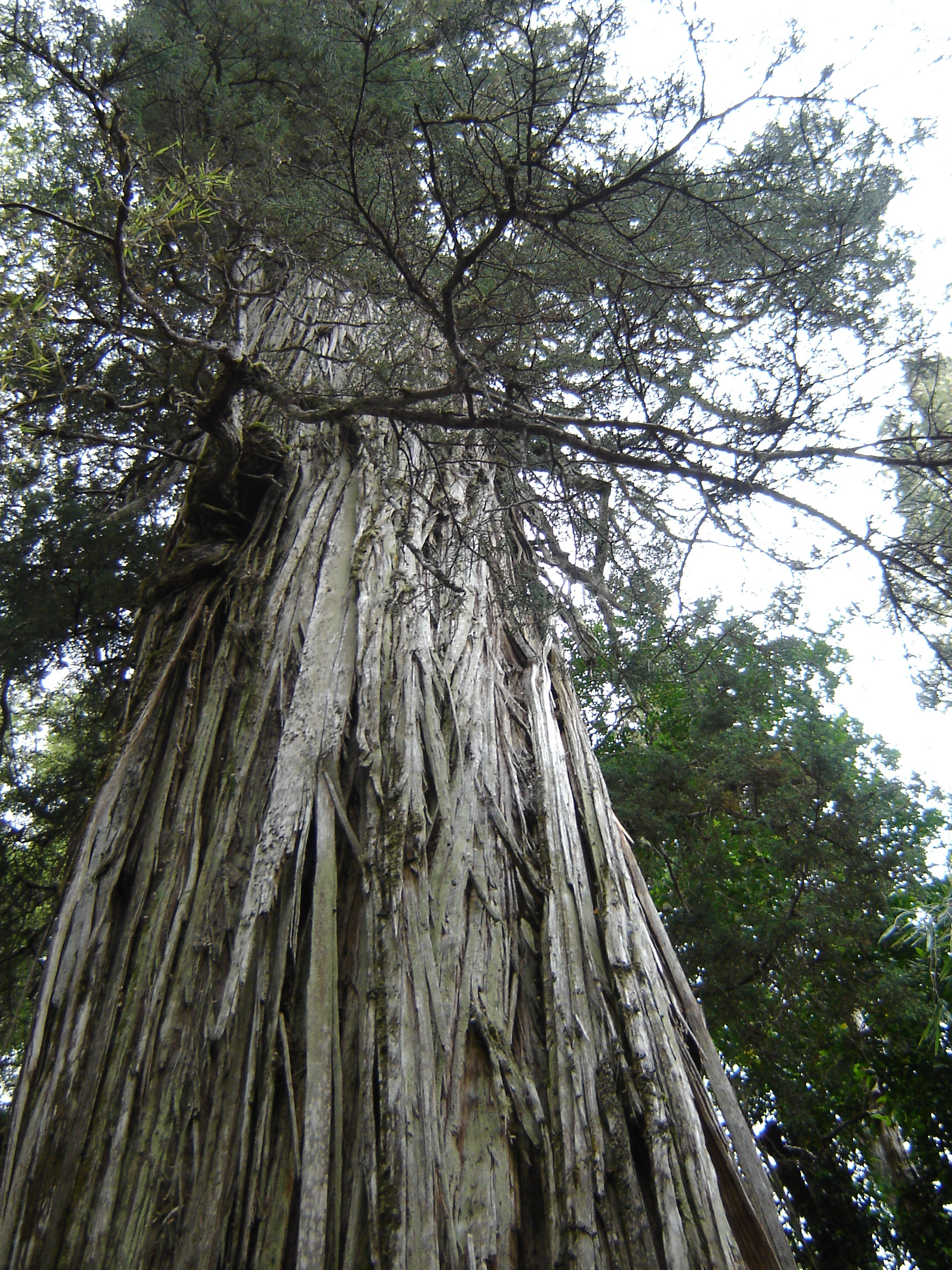
Több ezer éves Fitzroya cupressoides fa